# Старолатинские переводы Библии

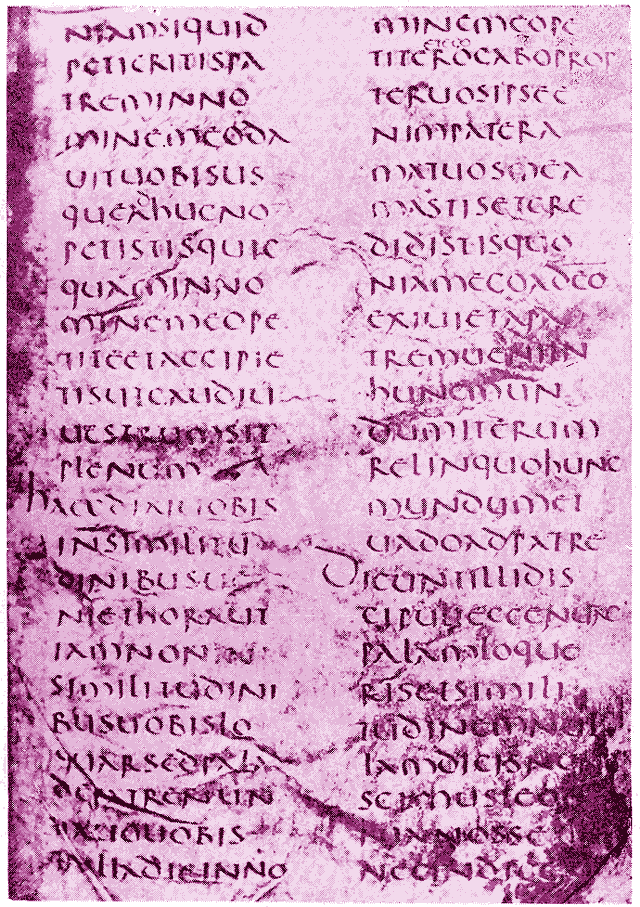
Страница Верчелльского кодекса с текстом. Это старейшая из сохранившихся рукописей старолатинского Евангелия

Старолатинские переводы Библии (лат. Vetus Latina, также иногда Itala — «Италийская», согласно именованию Августина) — вся совокупность переводов Библии на латынь, которые были в употреблении до появления Вульгаты (рубеж IV—V веков). Сохранилось более 80 рукописей, — все неполные и фрагментарные, делящиеся на три группы и ряд семей, но значительное число старолатинских чтений обнаруживается в цитатах античных Отцов Церкви. Несмотря на всё разнообразие вариантов, иногда прослеживаются признаки единства, что указывает на единый архетип для некоторых библейских книг. Старолатинские тексты копировались вплоть до XII—XIII веков (от этого периода дошло три рукописи из Южной Франции и Чехии, но текст в них перемешан с Вульгатой). Значение старолатинской версии Писания было осознано в конце XVII века, и в 1743 году последовало первое издание старолатинских документов Мориса Сабатье. В 1945 году был основан Бойронский Институт Vetus Latina, которым с 1949 года ведётся издание полной старолатинской версии Библии, к настоящему моменту издано 20 томов из 27.

## Происхождение
Знания библеистов о старолатинском переводе весьма ограничены, неизвестна ни одна рукопись, в которой бы все 27 книг Нового Завета были бы сделаны одним и тем же переводчиком; Ветхий Завет сохранился ещё хуже — преимущественно, в цитировании церковных писателей до IX века. Неизвестна дата создания первой латинской Библии или даже какой-либо из её частей. Таких сведений — даже легендарных — вообще не сохранилось в латинской церковной традиции.
По мнению Б. Мецгера, истоки старолатинской Библии коренятся в практике двойного чтения Священного Писания во время службы: сначала по-гречески (Ветхий Завет — по Септуагинте), а затем — на местном языке. Аналогия проводится по еврейским службам того же времени — за чтением Танаха следовал арамейский таргум. Поначалу латинский перевод, был, по-видимому, устным, но затем ради удобства его стали записывать и так или иначе унифицировать. Для удобства делался подстрочный перевод, а далее в практику вошли двуязычные рукописи, где параллельный текст располагался двумя колонками, иногда с коммами для членения текста при публичном чтении. Последняя стадия наступила, когда в IV веке в Римской церкви перестали читать по-гречески и рукописи стали делаться только с латинским текстом.
Латинская Библия вряд ли возникла в городе Риме, в котором христианская община была греко-восточного происхождения. Из 12 первых римских епископов (до конца II века) только трое носили римские имена, причём один из них писал также по-гречески. Иероним Стридонский свидетельствовал, что первым автором, писавшим богословские тексты на латыни, был Папа Виктор. Надгробные эпитафии христиан начинают латинизироваться примерно с середины III века, и практически все современные авторы солидарны с Иеронимом, что литургия была переведена на латынь не ранее Папы Дамасия. При этом совершенно неясно, когда именно римским христианам понадобился латинский перевод Писания. В 1890-е годы сразу двое учёных (У. Сандей и Х. Кеннеди) предположили, что родиной старолатинской версии могла стать Антиохия, поскольку старолатинская версия явно демонстрирует знание её переводчиками иврита и арамейского языков, а также вообще близка старосирийскому переводу. Тем не менее, в XX веке восторжествовала версия, что старолатинская Библия возникла в Северной Африке, где латинский язык стал общим для всех слоёв населения, и даже в ранней агиографии почти все персонажи носят римские имена. В «Деяниях сциллийских мучеников», описывающих гонения 180 года, упоминается рукопись Посланий Павла, принадлежащая одному из христиан, человеку низкого происхождения. Маловероятно, чтобы он мог читать по-гречески. Если в 180 году существовал перевод Посланий апостола Павла, это означает, что уже был и латинский перевод Евангелий.
Аврелий Августин двумя веками позже приводил уже совершенно другие сведения. В трактате De doctrina christiana (II, 16) он писал:

Тех, кто переводит Писание с еврейского языка на греческий, можно исчислить, а переводчиков на латинский исчислить никоим образом невозможно. Уже в первые дни веры каждый, кто получал в своё распоряжение греческую рукопись [Нового Завета] и считал, что хоть самую малость смыслит в обоих языках, решался сделать перевод.— Пер. С. Бабкиной
Иероним также сетовал, что в то время существовало уже столько же переводов, сколько экземпляров текста. Однако у Августина имеется свидетельство о конкретной старолатинской версии, которую он именует Itala (II, 21—22):

Ибо те, кто жаждет знания Священного Писания, должны прежде всего обратить своё мастерство на исправление рукописей, дабы неисправленные уступили место исправленным, по крайней мере, когда они происходят от одного и того же перевода. Что же касается самих переводов, то италийский (Itala) предпочтительнее прочих, так как он и ближе к подлиннику, и в то же время отличается ясностью языка.— Пер. С. Бабкиной
Трактовок этого фрагмента несколько:
1. Традиционная — Августин имел в виду редакцию или версию текста, которая ходила в Италийской епархии (куда входили Верона, Милан, Равенна и Брешиа). Однако неясно, почему он никогда не ссылался на неё в своих трудах, если так подчёркивает её высокие достоинства[10].
2. Версия Бёркитта — Ф. Бёркитт в 1896 году издал монографию, в которой доказывал, что под «Италой» Августин имел в виду Вульгату Иеронима[11]. Впервые эту идею выдвинул Исидор Севильский (Etymologiae, VI. 4), и развил в своей диссертации К. Брейтер в 1824 году[12].

Существует также ряд других версий, которые сводятся к тому, что Августин описа́лся или рукопись с его текстом была испорчена. Однако А. Юлихер в публикации сводного текста старолатинской Библии (Itala. Das Neue Testament in altlateinischer Überlieferung nach den Handschriften) использовал именно название «Итала» и сделал его нарицательным.

## Язык старолатинских переводов
По мнению Б. Мецгера, «язык перевода в доиеронимовых версиях лишён изящества, зачастую непомерно буквален, а порой и вовсе ломаный», что усугубляется огромным количеством разных вариантов. Например, стихи Лк. 24:4-5 в сохранившихся рукописях существуют в 27 вариантах. Особенности языка старолатинских переводов объясняются желанием сохранить букву Священного Писания, что породило своеобразный словарь и синтаксис. Литературная традиция античности не одобряла заимствований из иностранных языков, однако в лексикон первых римских христиан вводилось множество греческих (apostolus, baptisma, diabolus, ecclesia, episcopus) и еврейских терминов (пасха, аминь, аллилуйя). Зачастую заимствования сосуществовали с исконными латинскими терминами: diaconus и minister («церковнослужитель»), ethnici и gentiles («язычники»). Одновременно происходило создание множества латинских неологизмов, особенно имён существительных на -tio, -tor и глаголов на -ficare. По мнению К. Морманн, греческие термины заимствовались для конкретных понятий (евхаристия, крещение) и церковной иерархии (епископ, иерей); для абстрактных или духовных понятий (искупление и спасение) создавались латинские неологизмы. Примером является sanctificatio как перевод др.-греч. ἁγιασμός («освящение»). Напротив, исконное слово confessio было переосмыслено для перевода др.-греч. ἐξομολόγησις: вместо прежнего «заявления/признания» — «исповедание веры».
В старолатинских версиях дословный перевод привёл к включению в латинский язык конструкций, до того в литературном языке не встречавшихся, например, именных придаточных с союзами quod, quia, quoniam («ибо») — вместо оборота «аккузатив с инфинитивом» — для перевода греческих придаточных с греч. ὅτι; употребление союза si в косвенных вопросах вместо num: «если, ли» (videre si, interrogare si: «посмотреть… ли», «спросить… ли»); инфинитив цели, например, venimus adorare, «мы пришли поклониться» (Мф. 2:2). В Верчелльском кодексе есть даже пример употребления предлога ad при инфинитиве: dare ad manducare («дать поесть») — явное просторечие. Й. Циглер обозначил это как «Септуагинту, рядящуюся в латинские одежды».
В старолатинских переводах имеется тенденция к удлинению слов, особенно тех, которые оканчиваются на сонорные. Так, вместо odor («благовоние») употребляется odoramentum (Откр. 5:8, Откр. 18:13), а вместо delirium («вздор, бредни, бессмыслица») — deliramentum (Лк. 24:11). Популярны также окончания на -arium (например, cellarium и pulmentarium) и -aneum (calcaneum вместо calx — «конец»).
Приведённые примеры показывают, что авторы IV века (Арнобий и Аврелий Августин), получившие классическое образование, имели основания заявить: стиль старых переводов Писания «есть творение людей невежественных и некультурных» (Adv. Gentes, I. 58).

## Типы и классификация старолатинских документов

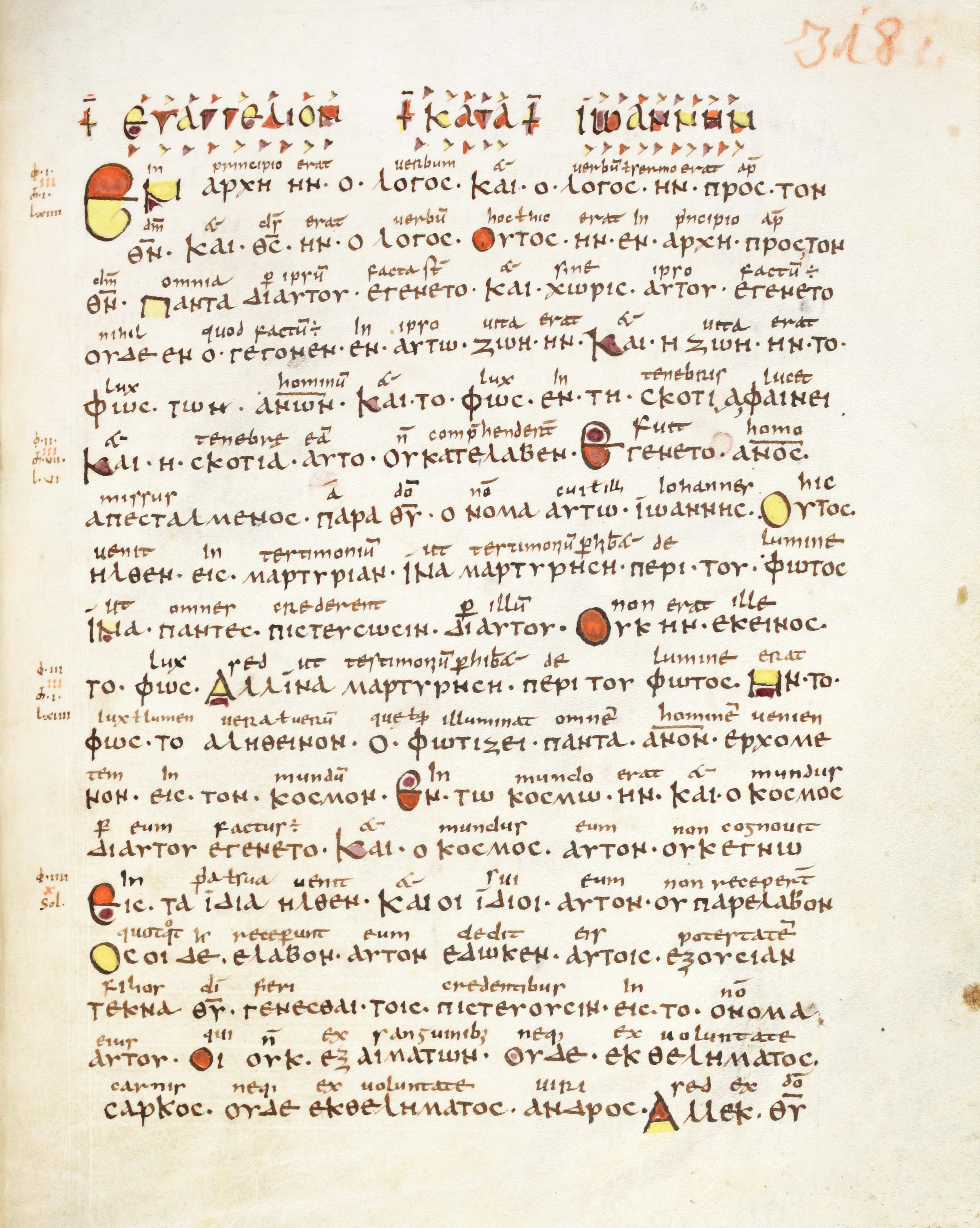
Начало Евангелия от Иоанна в Санкт-Галленском кодексе 48. Греческий текст снабжён подстрочным старолатинским переводом. Копировал рукопись ирландский монах, что следует из шрифта и стиля оформления

Первую классификацию старолатинских свидетельств предложил в 1880 году Фентон Хорт, выделив три основных группы: африканскую, европейскую и италийскую. Поскольку с тех пор исследования текстологического родства старолатинской версии существенно продвинулись, Б. Мецгер приводил следующую схему классификации рукописей старолатинской Библии и свидетельств латинских Отцов Церкви:
1. Африканский тип (Тертуллиан, Киприан Карфагенский, Палатинский кодекс, Кодекс из Боббио, Клермонский кодекс, Примасий, Тиконий, Присциллиан);
2. Европейский тип (Верчелльский кодекс, Веронский кодекс, Кольбертинский кодекс, Корбинский кодекс, Апокалипсис Гигантского кодекса, Ириней Лионский);
3. Италийский тип (Мюнхенский кодекс, Кодекс из Брешии, Кодексы Ашера I и II, Санкт-Галленский кодекс, Сен-Жерменский кодекс);
4. Испанский тип, выделенный Аюсо в 1962 году. Его нельзя считать цельным, скорее, это несколько вариантов, представленных в четырёх видах источников (в том числе мосарабской литургии)[19].

Классификация типов основана на определённых чтениях, характерных для каждой группы. Например, в рукописях африканской группы др.-греч. φῶς — «свет» — переводится как лат. lumen, а в рукописях европейской группы — лат. lux; аналогично др.-греч. δοξάζειν — «прославлять» — в африканских текстах переводятся как лат. clarificare, и в европейских — лат. glorificare. Подобные предпочтения чрезвычайно помогают определить место создания рукописи или идентифицировать краткие цитаты у Отцов Церкви.
Характерной особенностью старолатинского библейского текста является его внутреннее единство. Б. Мецгер характеризовал это так:

Несмотря на всё богатство вариантов переводов и чтений, по которым можно подразделить свидетельства на группы и семьи, иногда обнаруживаются признаки поразительного единства, а это предполагает общий архетип, по крайней мере для некоторых отдельных книг Нового Завета. Как ещё объяснить перестановку в Лк. 9:62: «озирающийся назад и возложивший руку свою на плуг», идущую вразрез со всеми греческими рукописями (кроме кодекса Безы, где на греческий текст мог повлиять латинский), если не гипотезой о единой изначальной версии? Во всех старолатинских рукописях Лк. 2:14 читается: hominibus bonae voluntatis, «людям доброй воли», тогда как в многочисленных греческих рукописях мы видим чтение др.-греч. εὐδοκία. Ещё поразительнее совпадение африканской и европейской групп в чтении Мк. 9:15: gaudentes — результат ошибки, вместо др.-греч. τρέχοντες было прочитано др.-греч. χαίροντες.
Другая примечательная черта старолатинских версий — их долговечность. Даже после повсеместного распространения Вульгаты, постоянно обнаруживаются следы употребления и преемственности ранних версий. Даже от XII—XIII веков до нас дошли три латинских рукописи Нового Завета со старолатинской версией одной или более книг: Кольбертинский кодекс (с), написанный в Лангедоке, со старолатинскими Евангелиями; Перпиньянский кодекс (р), написанный, вероятно, в Южной Франции, и Гигантский кодекс (g), написанный в Чехии.

### Важнейшие рукописи

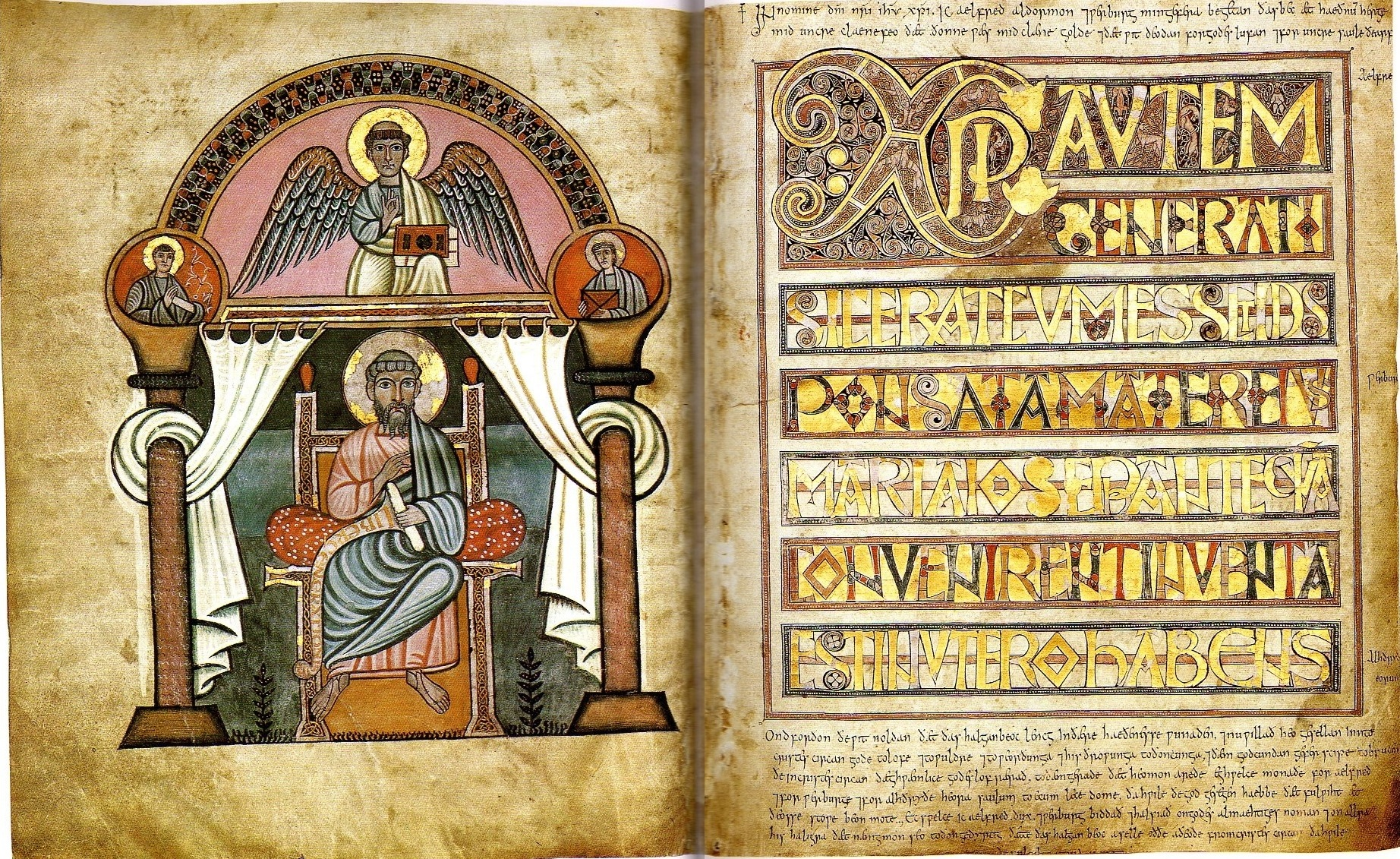
Разворот листов 9 (оборотный) и 10 (лицевой) Золотого кодекса. Слева — изображение евангелиста Матфея, справа — декоративная буквица. Текст Евангелия от Матфея начинается с

Не существует ни одной полной рукописи старолатинской Библии или хотя бы Нового Завета. Большинство экземпляров фрагментарны, многие в палимпсестах. Однако вплоть до XIII века встречаются рукописи полного Нового Завета, где одна или две книги представляют старолатинскую версию, а остальные — Вульгату. Есть также рукописи смешанного типа, где в Вульгате присутствует некоторое (обычно небольшое) число старолатинских чтений. Все старолатинские рукописи традиционно группируются по содержанию, при этом одна и та же рукопись может попасть в несколько разделов. В полном списке старолатинских рукописей числятся 46 Евангелий, 19 — Деяний, 20 — Посланий Павла, 12 — Соборных Посланий и 7 — Апокалипсисов. Только 4 рукописи Евангелий представляют чистый старолатинский тип, прочие так или иначе смешаны с Вульгатой. Карл Лахманн в своём греко-латинском издании Нового Завета 1842—1850 годов предложил обозначать старолатинские рукописи строчной курсивной буквой, за которой следует номер, присвоенный рукописи Институтом Вульгаты в Бойроне. Среди старолатинских рукописей выделяются следующие:

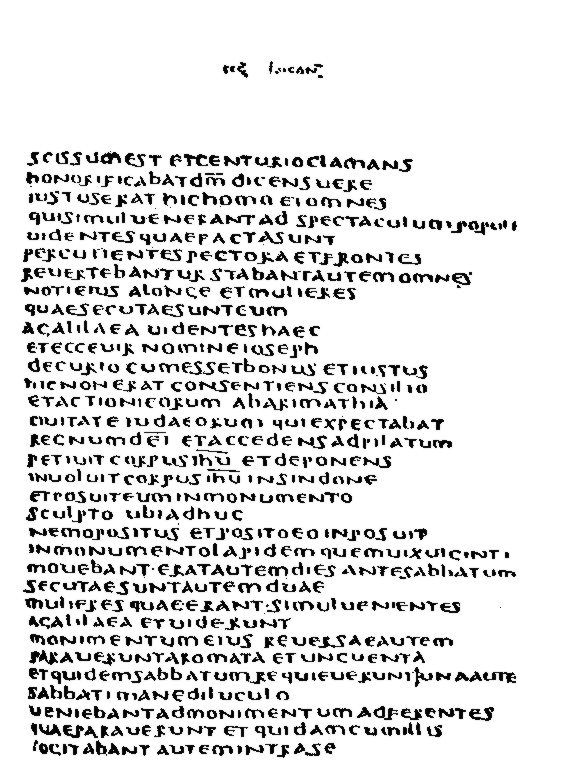
Страница Кодекса Безы с латинским текстом

- Верчелльский кодекс (a). Считается самой ранней сохранившейся рукописью старолатинского Евангелия, видимо, IV века. Согласно преданию (записанному в VIII веке), выполнена по заказу епископа Евсевия в технике хризографии — серебряными чернилами на пурпурном пергаменте. Текст записан в две колонки по 24 строки в каждой. Евангелия расположены в так называемом западном порядке (Матфей, Иоанн, Лука, Марк), как в Кодексе Безы.
- Веронский кодекс (b) — датируется IV—V веками, представитель семейства пурпурных кодексов. Текст Четвероевангелия расположен в западном порядке. Сохранился 381 лист (29 × 23 см).
- Кольбертинский кодекс (c) — Новый Завет XII века, причём версия Евангелий — старолатинская, остальное — Вульгата. Рукопись происходит из Лангедока, Евангелия от Луки и от Марка сохранили чистый старолатинский текст, местами встречаются ценные древние чтения, которые не сохранились в гораздо более древних кодексах[26].
- Кодекс Безы (d или D2) — двуязычная рукопись (греческий — латинский на развороте), примерно V века. Учёные расходятся в оценках её значения. Согласно Ф. Хорту, оригинальный старолатинский текст в этой версии был изменён ради буквального соответствия греческому тексту, которому зеркально противостоял. Ассимиляция была неполной, но только несколько чтений позволяют причислить этот текст именно к старолатинскому типу. Для текстологии греческого оригинала латинский перевод самостоятельного значения не имеет.
- Стокгольмский Золотой кодекс (aur), вероятно, VIII века. Роскошно оформлен, старейший образец использования сусального золота для декорации буквиц.
- Палатинский кодекс (e) — вероятно IV или V века, также принадлежит семейству роскошных пурпурных рукописей. На 228 листах (36 × 25 см). Представляет западный порядок Евангелий со множеством лакун, текст, видимо, африканского типа, но не столь чистый, как в Кольбертинском кодексе. Вновь обнаружен в 1730 году в замке епископа Тренто.

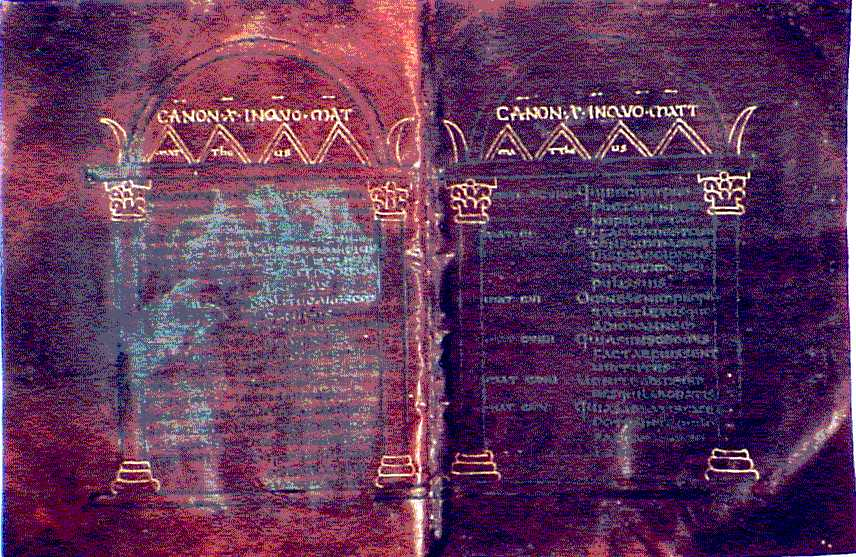
Разворот Кодекса из Брешии, содержащий таблицы канонов

- Кодекс из Брешии (f) — написан в VI веке в Северной Италии на тонком пурпурном пергаменте серебряными чернилами. Вордсворт и Уайт в своём образцовом издании Вульгаты напечатали текст этого кодекса под текстом перевода Иеронима, считая его самым близким к редакции, послужившей для него основой. Последующие исследования показали, что данная рукопись ближе всего к готскому Серебряному кодексу, и здесь существует множество вариантов интерпретации. Филолог Ф. Кауфман придерживался версии, что кодекс был создан на основе какой-то древней рукописи, далее приведён в соответствие с готской версией, а затем исправлен по Вульгате.

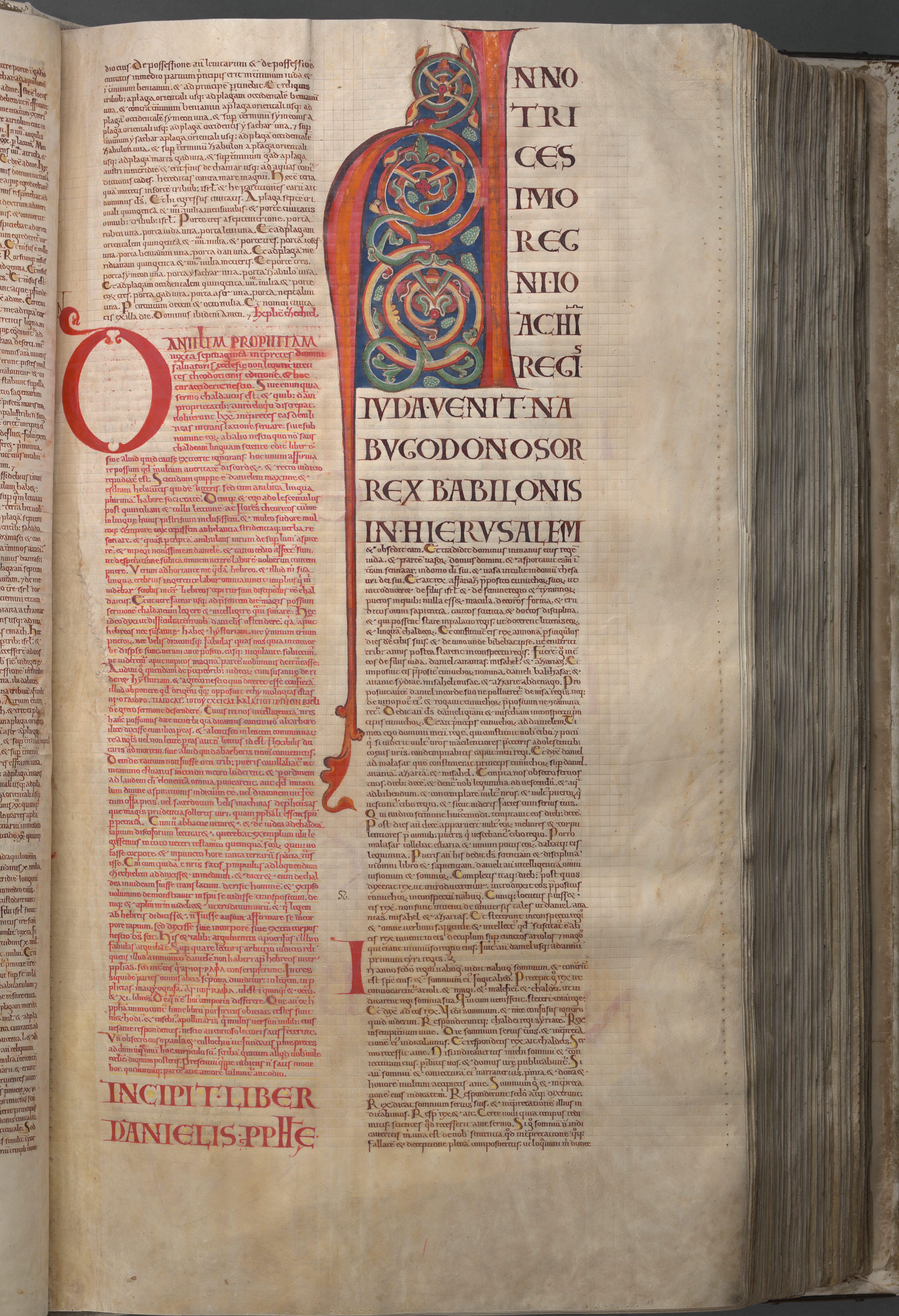
Гигантский кодекс. Заставка Книги пророка Даниила

- Гигантский кодекс (g или gig) — одна из самых больших рукописных книг в истории: высота каждой страницы — 915 мм, ширина — 508 мм (текст записывался в две колонки по 105 строк в каждой), толщина книги — 22 см (320 листов), вес — 75 кг. Рукопись переписана в XIII веке в Подлажице (Чехия), она включала всю сумму знаний Доминиканского ордена. Содержит полный текст Ветхого и Нового Заветов, все 20 книг «Этимологий» Исидора Севильского, «Иудейские древности» и «Иудейскую войну» Иосифа Флавия, «Чешскую хронику» Козьмы Пражского, несколько медицинских трактатов. Старолатинскими являются Деяния апостолов и Апокалипсис, причём вариант Деяний близок тому, который цитировал в своих трактатах епископ Люцифер Каларийский (писал их между 355—362 годами). Несмотря на очень позднее время создания кодекса, в Деяниях и Откровении влияние Вульгаты минимально и нет следов каких-либо греческих чтений.
- Палимпсест из Флери (h) — датируется V веком. Сохранился фрагментарно, в нём примечателен порядок новозаветных книг: Апокалипсис, Деяния апостолов, 1-е и 2-е Послание Петра и Первое Послание Иоанна. В тексте много ошибок и перевод на латинский язык очень вольный. В Деяниях сохранилось 203 стиха, причём они почти полностью совпадают с тем вариантом, который цитирует Киприан Карфагенский.
- Кодекс из Боббио (k) — сохранился лишь частично (96 листов со значительной частью Евангелия от Марка и кусками Евангелия от Матфея). По преданию, рукопись принадлежала Св. Колумбану. По своему тексту — важнейшая из старолатинских рукописей, поскольку сохранила древнейшее из известных свидетельств. Бёркитт датировал архетип IV веком, однако Лоуэ по палеографическим данным считал, что текст переписан с папируса II века. Писец сделал много ошибок; видимо, это был язычник или новообращённый, для которого христианская лексика и терминология была чужда. Писец дважды ввёл в Евангелия имена языческих богов: в Мк. 15:34 вместо «вот, Илию зовёт он», написал «Гелиона», а в Мф. 12:12 во фразе «Сколь же лучше человек овцы!» упомянул Юпитера. Здесь также сохранилась краткая концовка Евангелия от Марка, а греческий оригинал, отчётливо видимый за переводом, напоминает текст, которым пользовался Киприан Карфагенский.

## Печатные издания старолатинских версий Библии

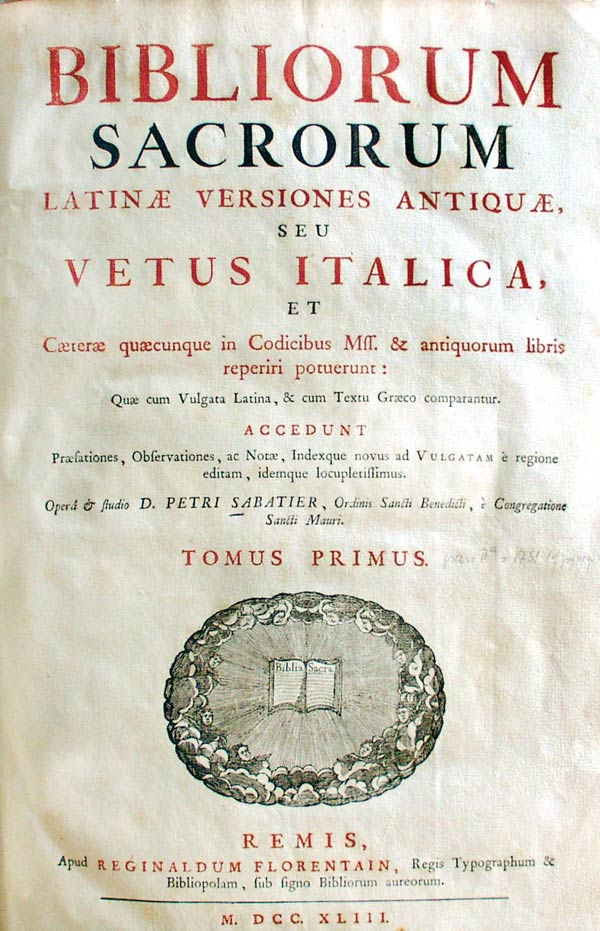
Титульный лист Bibliorum sacrorum Latinae versiones antiquae seu Vetus Italica. Реймское издание 1743 года; в 1751 году оно же было оснащено новым титульным листом и выпущено в Париже

Впервые на существование латинских версий Библии старше иеронимовой Вульгаты обратил внимание в 1690 году Р. Симон в книге «Критическая история переводов Нового Завета», опубликованной на французском языке в Роттердаме. Однако лишь в XVIII веке была предпринята попытка соединить эти свидетельства в упорядоченное собрание. Эту задачу взял на себя Морис Пьер Сабатье, его труд вышел посмертно в 1743 году (три тома Bibliorum sacrorum Latinae versiones antiquae seu Vetus Italica), и сохраняет значение по сей день, поскольку содержит сведения о впоследствии утраченных рукописях. Издание текстов древнейших сохранившихся рукописей дополнялось у Сабатье фрагментами и цитатами, имевшимися у Отцов Церкви, таким же образом старолатинский текст издаётся и в современной библеистике.
В 1749 году в Риме вышел двухтомник Джузеппе Бьянкини Evangeliarum quadruplex Latinae versionis antiquae seu veteris Italicae. На каждой странице крупным шрифтом был напечатан текст Верчелльского и Веронского кодексов, и тут же мелким шрифтом — Кодекса из Брешии и Корбинского кодекса с дополнениями из латинских, греческих и восточных свидетельств. Это издание охватывало только Четвероевангелие, и служит дополнением к полной Библии Сабатье. Труд Бьянкини был воспроизведён аббатом Минем в XII томе его монументальной Patrologia Latina.
Адольф Юлихер в самом начале XX века поставил задачу восстановить старолатинские варианты Itala и Afra (последняя представлена только рукописью из Боббио и Палатинским кодексом). Монументальное издание в четырёх томах было доведено до конца в 1938 году Вальтером Мацковым и Куртом Аландом (они выпустили 3 и 4 тома) под патронатом Берлинской Академии Наук. В 1970 году Курт Аланд переиздал два первых тома, причём преемники Юлихера обнаружили, что не в состоянии определить, по каким принципам филолог восстанавливал текст; по-видимому, всё решало его субъективное мнение. Кроме того, Юлихер работал по печатным изданиям, поэтому Аланд перешёл к изданию непосредственно с рукописей или их фотокопий.
Амбициозный проект был начат в 1950-е годы испанским теологом, профессором Латеранского университета Теофило Аюсо Марасуэлой (исп. Teófilo Ayuso Marazuela, 1906—1962): La Vetus Latina hispana; origen, dependencia, derivaciones, valor e influjo universal; reconstrucción. Из восьми запланированных к изданию томов ему удалось выпустить три — первый том (пролегомены) вышел в 1953, пятый (Псалтирь в трёх книгах) — в 1962, и в 1967 году — посмертно второй том (он содержал первые восемь книг Ветхого Завета). Во вступительном томе были перечислены все существующие рукописи старолатинских Ветхого и Нового Заветов, труды примерно 1000 церковных писателей до 800 года, библиография учитывала более 5000 монографий и статей, посвящённых старолатинской версии Библии.

### Бойронское издание

Пример построения Бойронского издания (том 26/2, 2003 год, с. 625). Текст

Поскольку к началу XX века библейская текстология сильно эволюционировала и было введено в оборот множество ранее не известных рукописей, встала задача вновь соединить воедино обнаруженные свидетельства старолатинской Библии. По предложению главного редактора Thesaurus Linguae Latinae Эдуарда Вёльфлина, священник Йозеф Денк (1849—1927) составил план и начал собирание цитат старолатинской версии из Отцов Церкви. После его смерти гигантская картотека (400 000 цитат за период 200—800 годов) была передана в Бойронский монастырь Альбану Дольду, который разработал метод чтения палимпсестов в ультрафиолете. Бонифатий Фишер добился в 1945 году основания в Бойроне Института Vetus Latina. С 1949 года институт начал выпуск монументального 27-томного издания полной старолатинской версии, по состоянию на 2015 год опубликовано уже 20 томов (многие — в нескольких частях).
В томах Нового Завета Бойронского издания каждая страница делится на 4 раздела:
1. Типы текста по Аланду, печатаемые под греческим текстом Нестле-Аланда;
2. Данные о неполных рукописях с вариантами написания, печатаемые под каждым стихом;
3. Собственно, критический аппарат;
4. Сохранившиеся места в цитировании Отцов Церкви (в полном виде)[33].

Объём сведений, представленных в данном издании, огромен. Например, семь стихов Фил. 2:5-11 занимают в этом издании 55 страниц большого формата, из которых критический аппарат занимает — 45 страниц. При этом единственный стих 7 занимает 20 страниц, из которых 16 приходится на цитаты отцов Церкви, в том числе 3 страницы — одного только Августина. К некоторым стихам может приводиться 1200 цитат. Это издание подверглось критике из-за перегруженности первого раздела, поскольку одновременно подаётся столько типов текста и в столь сложном порядке, что это, скорее, мешает исследователю. Кроме того, Институт Vetus Latina ввёл собственную нумерацию рукописей, которая меняет традиционные обозначения.

## Комментарии
1. ↑  По нумерации Бойронского института — 87 рукописей Нового Завета и ещё некоторое число свидетельств по Ветхому[1]. Для сравнения — Вульгата сохранилась в более чем 10 000 рукописей.
2. ↑  Соответственно: «апостол» (др.-греч. ἀπόστολος), «крещение» (др.-греч. βάπτισμα), «дьявол» (др.-греч. διάβολος), «церковь» (др.-греч. ἐκκλησία), «епископ» (др.-греч. ἐπίσκοπος).
3. ↑  Соответственно: pascha, amen и hallelūia.
4. ↑  Соответственно: «кладовая» и «пища».